# 이준기
이준기(李準基, 1982년 4월 17일~)는 대한민국의 배우, 가수, 작가, 댄서, 그리고 모델이다. 영화 왕의 남자(2005)에서 광대 공길이라는 역으로 첫 주연으로서 명성을 날렸으며, 로맨틱 코미디인 마이 걸(2005-06)에서는 더 많은 극찬을 받았다. 그 외 일지매(2008), 아랑사또전(2012), 조선 총잡이(2014), 달의 연인 - 보보경심 려(2016), 무법 변호사(2018), 그리고 악의 꽃(2020)의 역할로도 유명하다.

## 학력
- 용호국민학교 졸업
- 반송중학교 졸업
- 창원경일고등학교 졸업
- 서울종합예술실용학교 연기예술학 전문학사

## 생애

### 데뷔 전
이준기는 부산에서 1남 1녀 중 장남으로 태어났다. 어린 시절 경상남도 창원시로 이주하여 성장기를 보냈다. 어릴 적 꿈은 컴퓨터 프로그래머였으나, 고2 때 연극 《햄릿》을 보고 배우의 꿈을 꾸기 시작했다. 하지만 부모님의 반대에 부딪혔고, 고등학교를 졸업하자마자 배우가 되기 위해 상경했다.수차례 오디션을 보러 다니던 중 한 오디션 박람회에 참가해 기획사 관계자의 명함을 얻었고, 이를 통해 데뷔의 기회를 얻었다.

### 초기 경력
2001년 의류 브랜드 ‘So Basic’의 지면 광고 모델로 데뷔했고, 각종 광고와 뮤직비디오에 출연하며 얼굴을 알렸다. 2002년에는 서울예대 영화과에 입학했다. 춤과 노래에 능하고 운동을 좋아하는 등 활동적이라 가수를 지망하기도 했지만, 대학 진학 후에는 연기에만 전념하기 시작했다.
2003년 《논스톱 4》에서 단역을 맡으며 연기자로 데뷔했다. 영화 데뷔작은 일본 영화 《호텔 비너스》로 한국에서는 2004년 9월에 개봉했다. 쿠사나기 쓰요시가 주연을 맡았으며 일본 영화이지만, 출연 배우 모두가 한국어로 연기한다. 제26회 모스크바 국제 영화제 신인감독 부문 최우수상을 수상한 작품이다. 이 영화에서 이준기는 2000대 1의 경쟁률을 뚫고 ‘보이’ 역할을 맡았다. 이후에 ‘찬규’ 역으로 출연한 드라마 《별의 소리》 역시 한일 합작이다. 이준기는 신인으로는 이례적으로 일본에 먼저 얼굴을 알리면서 주목을 받았다.
같은 해 12월 개봉한 청춘 영화 《발레교습소》에서는 발랄한 분위기 메이커 ‘장동완’ 역을 맡았고 이어 KBS 《드라마시티》의 <나 어떡해> 편에 출연해 철없는 소년의 모습을 보여주기도 했다.

### 2005년~2010년
2005년 이준익 감독의 영화 《왕의 남자》에서 오디션을 통해 2000대 1의 경쟁률을 뚫고 여장 광대 ‘공길’ 역으로 캐스팅됐다. 《왕의 남자》는 250개 스크린에서 상영하기 시작해 천만 관객을 돌파했다. 상대적으로 제작비가 적었고 캐스팅이 없는 영화임에도 흥행에 크게 성공했다. 같은 시기에 재벌남 ‘서정우’로 출연한 로맨틱코미디 드라마 《마이걸》이 동시간대 시청률 1위를 고수하는 등 브라운관에서도 흥행에 성공했다. 이를 통해 이준기는 ‘여자보다 예쁜 남자’로 큰 인기를 얻었으며 ‘이준기 신드롬’을 누리며 스타덤에 올랐다. 특히 이준기가 출연한 음료 CF ‘미녀는 석류를 좋아해’는 최단 기간 최대 매출이라는 성과를 이뤘다.
같은 해 5월에는 '에피소드 1'이라는 팬미팅을 잠실실내체육관에서 열었다. 배우로서는 최대 규모의 팬미팅이며, 춤과 노래가 어우러진 이준기만의 팬콘서트의 시작이다. 이를 기점으로 팬콘서트를 위한 음반을 꾸준히 발매하고 있다. 이에 대해 이준기는 “팬들을 위해 무언가 준비하고 함께 잔치를 하는 에너지 넘치는 그 느낌이 좋았다”고 말했다.
2006년 8월 가네시로 가즈키의 소설을 각색한 《플라이 대디》에 출연했으나 화제성에 비해 부진한 흥행 성적을 거뒀다.
2007년 5·18 광주 민주화 운동을 배경으로 한 영화 《화려한 휴가》가 개봉해 전국 관객 700만명을 돌파했다. 7월 18일부터는 느와르 드라마 《개와 늑대의 시간》가 방영됐다. 이준기는 국정원 요원 ‘이수현’과 기억을 상실한 ‘케이’를 오가며 정체성의 혼동을 겪는 인물을 잘 소화했다는 호평을 얻었다. 11월에는 미야자키 아오이와 호흡을 맞춘 한일합작 영화 《첫눈》이 한국에서 선보였다.

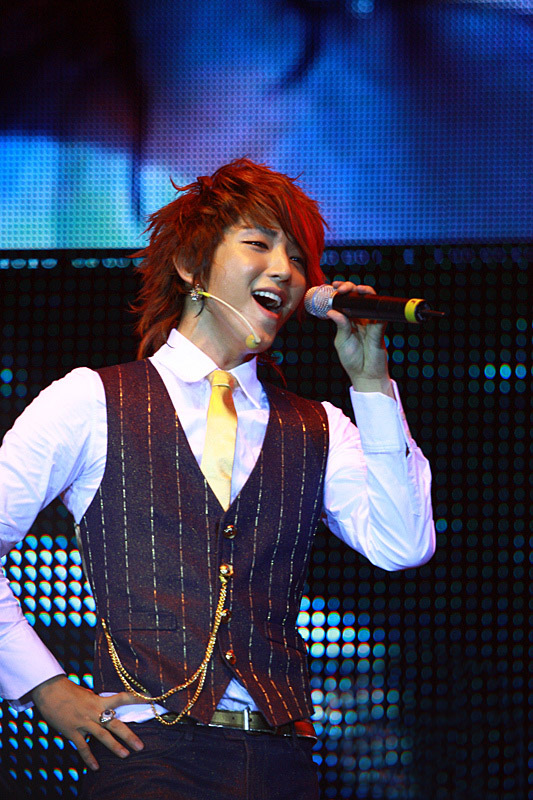
2009년 5월 중국 상해 팬콘서트 ‘에피소드 II : MASK’에서 이준기

2008년에는 드라마 《일지매》가 호평을 얻고 높은 시청률을 기록해 작품성과 흥행이라는 두마리 토끼를 거머쥐었다. 이준기는 발랄한 소년 ‘용이’와 영웅 ‘일지매’를 오가는 호연으로 SBS 연기대상 남자최우수연기상을 수상하기도 했다. 2009년에는 팬콘서트를 중국, 대만, 태국, 일본 등 아시아로 확대 진행했다. 이준기의 팬콘서트는 한류 스타로서 독보적인 컨텐츠를 개발했다는 평가를 얻었다.
2009년 11월 드라마 《히어로》에 사회부 기자 ‘진도혁’으로 출연했다. 저부조리한 사회의 현실을 실감나게 묘사했다는 평가를 얻었다. 이듬해 2010년 4월 28일 드라마 프로모션으로 일본 요코하마 아레나에서 ‘히어로 인 재팬(Hero in Japan)’을 진행했으며 입대 전 마지막 팬 이벤트를 마쳤다.

### 군복무
2010년 5월 3일 충남 논산 육군훈련소에 입소했다. 당시 영화와 드라마에 캐스팅된 상태였지만 군입대 연기 신청이 받아들여지지 않아 작품에서 하차했다. 6월 11일 퇴소한 후 국방부 근무지원단 홍보지원대로 자대 배치를 받았다. 홍보지원대원으로서 국방부와 한국뮤지컬협회가 공동제작한 뮤지컬 《생명의 항해》에 ‘해강’ 역으로 출연했고, 공연 연습 도중 이마 부상을 당하기도 했다. 이밖에도 국방TV 프로그램 《문화가 좋다》, 《군대 재발견》 등에 출연했으며 국방FM 《주고싶은 마음 듣고싶은 얘기》의 DJ를 맡기도 했다. 2012년 2월 16일 현역 만기제대했다.

### 2012년~2018년
2012년 8월부터 방영한 판타지 사극 《아랑사또전》에서 서얼 출신 사또 ‘은오’ 역할을 맡았다. 당시 MBC 역대 최고가로 일본에 판매됐으며 이준기가 서울 드라마 어워즈에서 한류드라마부문 남자배우상을 수상하는 등 성공리에 복귀했다. 일본 도쿄에서 ‘2012 K푸드 & MBC 드라마 페스티벌’에서 드라마 프로모션 행사를 열기도 했다. 또한 이준기는 일본에서 잡지 <에피소드 J>를 창간했고, 싱글앨범 ‘듀서(DEUCER)’와 팬미팅 영상DVD ‘커밍 백(Coming Back)’이 일본 각종 차트에 1위로 랭크되는 등 제대 후에도 한류파워가 여전함을 입증했다.
2013년에 출연한 드라마 《투윅스》는 긴장감있는 연출과 탄탄한 극본으로 웰메이드 드라마라는 평가를 얻었다. 이준기는 살인 누명을 쓰고 도망자로 살아가는 ‘장태산’을 연기하면서 강도 높은 액션과 부성애와 멜로연기까지 선보여 호평을 얻었다.
2014년 드라마 《조선총잡이》에서는 총과 칼을 오가는 액션과 애절한 멜로를 동시에 선보였다. 드라마가 동시간대 시청률 1위를 기록했으며 이준기표 액션 히어로물이 빛을 발했다는 평가를 얻었다. 특히 《개와 늑대의 시간》에서 함께 연기했던 남상미와 다시 한 번 연인으로 호흡을 맞췄는데, 두 사람의 멜로 연기 역시 호평을 받았다.
동명 만화를 원작으로 하는 드라마 《밤을 걷는 선비》는 2015년 7월부터 방영됐다. 이준기는 조선시대 뱀파이어 역할을 맡아 판타지 사극에서 안정적인 연기력을 선보였다
준기는 2015년에 《조선총잡이》로 서울 드라마 어워즈에서 한류드라마부문 남자배우상을 수상하며 한류 스타로서의 입지를 굳건히 하고 있다. 이준기의 웨이보 팔로워 수는 2015년 10월 기준 1,650만 명에 달한다. 특히 중국 영화 《시칠리아 햇빛아래》에 출연해 저우동위(周冬雨)와 함께 커플 연기를 펼쳤다. 영화는 린유쉰(林育賢) 감독이 연출을 맡았고, 중국과 이탈리아 현지를 오가며 촬영을 했다. 2016년 8월 9일 중국에서 개봉했으며, 그해 개봉한 멜로 영화들 중 오프닝 관객수 1위를 기록했다. 한국에서는 2016년 제20회 부천국제판타스틱영화제를 통해 처음 선보였고 2017년 6월 28일에 개봉했다. 한편, 영화의 엔딩곡은 이준기의 앨범 <Exhale>에 수록곡된 'For a While'로 린유쉰 감독의 추천으로 OST에 삽입됐다.

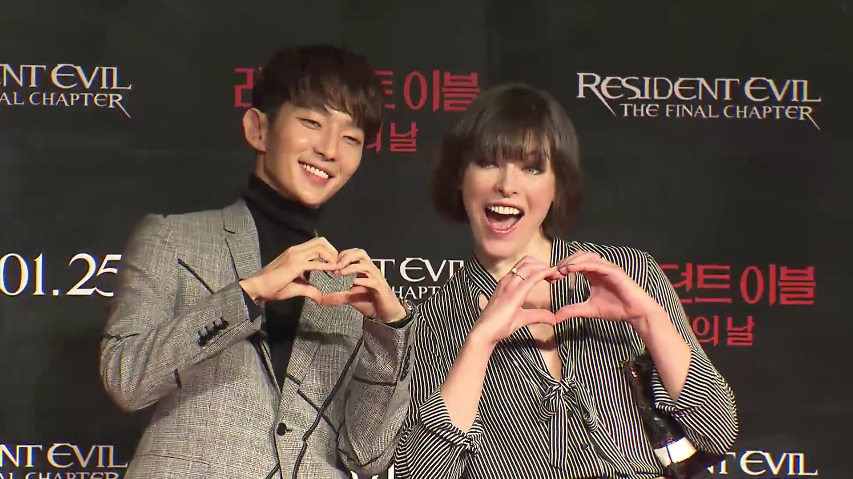
2017년 1월 13일 《레지던트 이블: 파멸의 날》 홍보를 위해 내한한 밀라 요보비치와 함께 사진 포즈를 취하는 이준기.

할리우드로 연기 무대를 넓히기도 했다. 이준기는 2017년 1월에 개봉한 《레지던트 이블: 파멸의 날》에서 엄브렐라(Umbrella Corporation)의 ‘사령관 리(Commander Lee)’ 역할로 특별 출연했다. 본래 비밀리에 촬영이 진행됐으나 영화의 주인공 밀라 요보비치가 2015년 10월 17일 자신의 SNS에 이준기와 찍은 사진을 올리면서 캐스팅 소식이 알려졌다. 폴 W.S. 앤더슨 감독은 이준기의 드라마와 액션 연기 모음을 스크리닝한 후 이메일로 특별 출연을 제안했다. 이준기는 《레지던트 이블》 시리즈의 팬이라고 밝히면서 “본격적인 할리우드 진출이라기 보다는 시리즈 팬으로서 출연 자체에 의미를 두고 최선을 다해 촬영에 임하고 있다”고 밝혔다.
2016년 1월 중국 소설이자 동명의 인기 드라마 《보보경심》을 원작으로 한 《달의 연인 - 보보경심 려》의 출연을 확정했다. 100% 사전 제작드라마로 5개월 간의 촬영을 끝낸 후 8월 29일에 방영을 시작했다. 《달의 연인 - 보보경심 려》는 타임슬립을 소재로 한 로맨스 사극으로 이준기는 후에 광종이 되는 4황자 ‘왕소’ 역할을 맡았다.
같은 해 11월에는 롯데면세점의 웹드라마 《첫 키스만 일곱번째》에 IT계 신흥 재벌로 출연해 로맨스 연기를 선보였다.
2017년에는 동명의 미국 드라마를 리메이크한 《크리미널 마인드》에서 NCI 범죄행동분석팀 현장수색요원 '김현준' 역을 맡았다.
2018년 5월에는 tvN 드라마 《무법 변호사》에 '봉상필' 역할로 출연했다. 11년전 작품인 《개와 늑대의 시간》을 연출한 김진민 PD와 오랜만에 재회했다.

### 2020년 이후
2020년 7월에는 tvN에서 방영한 드라마 《악의 꽃》에서 아내와 딸에게 헌신하는 가정적인 남자지만, 알고 보면 아내를 완벽히 속여 온 감정 없는 남자 '도현수' 역을 맡았다.
2022년 4월에는 SBS에서 방영한 드라마 《어게인 마이 라이프》에서 인생 2회차의 기회를 얻은 검사로, 냉철한 판단력에 끈질긴 근성 그리고 강직한 결단력으로 권력의 심장부에 수사의지를 불태우는 '김희우' 역을 맡았다.
2023년 9월에는 tvN에서 방영한 드라마 《아라문의 검》에서 1인 2역인 '은섬'과 '사야' 역을 맡았다.